# Andrej Kolkutin
 Andrej Borisovitj Kolkutin (russisk: Андрей Борисович Колкутин, tr. Andrej Borisovitj Kolkutin; udtales [kål’kutin]; født 1957 i Smoljaninovo i Primorskij kraj i Sovjetunionen) er en russisk billedkunstner, der bor og arbejder i det nordlige Kaukasus. I 1982 fik han sin eksamen fra Repin Kunstakademi i det daværende Leningrad. Kolkoutin laver primært oliemalerier på lærred og grafiske værker, men har også lavet bemalede reliefer og skulpturer af træ. Kolkoutin er medlem af den russiske kunstnergruppe "The Foster Brothers", der også omfatter kunstnerne Andrej Jefi og Jevgenij Lindin.

## Stil og motiver
Kolkutin er kendt for sine særegne motiver ofte med simple mennesker fra den russiske provins eller fra Bibelen. Suprematistiske elementer kombineres med figurative elementer og traditioner fra den russiske ikonkunst. Skæve bygninger og spillekort danner til tider ramme om motiverne.
I de russiske ikoner har Kolkutin fundet inspiration til en særlig farveklang, som han skaber ved først at bemale lærredet med en eller adskillige neutrale grundmalinger. Farverne som males ovenpå bliver til tider meget lette og nærmest gennemsigtige.
Kolkutins kunst hører til den del af den postsovjetiske kunst, som er blevet kaldt overlevelsens kunst. Det er ikke en bevægelse, men en række enkeltstående kunstnere. Selvom man fordyber sig i kunsthistoriske traditioner i den postmoderne og postkommunistiske tid, bekender man sig ikke til en enkeltstående -isme. Kolkutin benytter stilarter fra tidligere epoker i Russisk kunsthistorie til at indgå i en dialog med hinanden. (Kolkutin, 1997)
Kolkutin er vokset op i Sovjetunionen, som var et ateistisk regime, og han blev døbt som 32-årig i slutningen af Sovjettiden, da censuren blev lempeligere. Således har han også taget den ortodokse Kristendom til sig gennem sin kunst, ligesom hans interesse for middelalderen er årsagen til, at der ofte forekommer spillekort på motiverne.
”I Kolkutins billeder er der tydeligvis tale om tre kunsthistoriske epoker, der byder sig til frem for andre, og som kunstneren bevidst forholder sig til og erklærer sin gæld til: En forhistorisk, ’primitivistisk’ tegn- og hieroglyf-baseret kunst; græske byzantinske og russisk-ortodokse ikoner samt den abstrakte, helt eller delvist nonfigurative ’neo-platoniske’ billedkunst fra 1900-tallets første årtier med navne som Piet Mondrian, Vasilij Kandinskij og ikke mindst Kasimir Malevitj.” (Bjørnager, 2006)
Kolkutin viser derimod begrænset interesse for den kunsthistoriske periode med mimesis, hvor man forsøgte at gengive virkeligheden på lærredet. Kolkutins værker er karakteriseret ved deres simple oprigtighed og en modvilje mod alt hvad der er falsk. Det handler om at finde ind til essensen (Bjørnager, 2006) ved aktivt at søge. Men det skal ske i de små hverdagsting.
Kolkutin forsøger således i sine værker at fastholde hverdagsscener som ellers ville forsvinde.

## Malerier i Danmark
I Danmark er Kolkutin repræsenteret på Sygeplejeskolen i Århus, Museet for Religiøs Kunst, samt i Kastrupgårdsamlingen og på Galerie Moderne i Silkeborg.

## Repræsentationer
Et udsnit af Kolkutins repræsentationer er:[kilde mangler]
- Tretjakoffgalleriet i Moskva
- Statsmuseet i Republikken Kabardino-Balkarien
- Volgograd Billedgalleri
- Tula Kunstmuseum
- Moscovia Banks samling
- Inkombanks Samling, Moskva
- Stolychny Banks Samling, Moskva
- Olympus Udstillingscenters Samling, Moskva

Herudover har Kolkutin holdt separatudstillinger i blandt andet USA, Tyskland, Kina, Danmark, Bulgarien, Polen og Belgien.